# Brabira mesoschides
Brabira mesoschides är en fjärilsart som beskrevs av Louis Beethoven Prout 1929. Brabira mesoschides ingår i släktet Brabira och familjen mätare. Inga underarter finns listade i Catalogue of Life.